# Плік (Техас)
Плік (англ. Pleak) — селище (англ. village) в США, в окрузі Форт-Бенд штату Техас. Населення — 971 особа (2020).

## Географія
Плік розташований за координатами 29°29′16″ пн. ш. 95°48′32″ зх. д. / 29.48778° пн. ш. 95.80889° зх. д. (29.487849, -95.808806). За даними Бюро перепису населення США в 2010 році селище мало площу 5,10 км², з яких 5,01 км² — суходіл та 0,09 км² — водойми.

## Демографія
Згідно з переписом 2010 року, у селищі мешкали 1044 особи в 360 домогосподарствах у складі 288 родин. Густота населення становила 205 осіб/км². Було 398 помешкань (78/км²). 
Расовий склад населення:
| - 70,4 % — білих - 3,2 % — чорних або афроамериканців - 1,1 % — корінних американців - 0,8 % — азіатів - 22,4 % — осіб інших рас |

До двох чи більше рас належало 2,2 %. Іспаномовні становили 51,7 % усіх жителів.
За віковим діапазоном населення розподілялося таким чином: 21,9 % — особи молодші 18 років, 64,4 % — особи у віці 18—64 років, 13,7 % — особи у віці 65 років та старші. Медіана віку мешканця становила 42,4 року. На 100 осіб жіночої статі у селищі припадало 105,1 чоловіків; на 100 жінок у віці від 18 років та старших — 107,4 чоловіків також старших 18 років.
Середній дохід на одне домашнє господарство становив 53 183 долари США (медіана — 41 098), а середній дохід на одну сім'ю — 56 381 долар (медіана — 42 008). За межею бідності перебувало 32,2 % осіб, у тому числі 50,1 % дітей у віці до 18 років та 14,0 % осіб у віці 65 років та старших.
Цивільне працевлаштоване населення становило 537 осіб. Основні галузі зайнятості: науковці, спеціалісти, менеджери — 23,3 %, освіта, охорона здоров'я та соціальна допомога — 15,8 %, будівництво — 13,2 %, виробництво — 10,6 %.